# Grandes éxitos (1986-1990)
Grandes éxitos (1986-1990) es un álbum recopilatorio de la banda chilena Los Prisioneros. Fue lanzado en 2011 por la discográfica EMI Music Chile.
A diferencia del Grandes éxitos de 1991, este disco no contiene temas de La voz de los '80 (1984) y sólo abarca canciones desde Pateando piedras (1986) hasta Corazones (1990), además del tema «We are sudamerican rockers», original de la edición latinoamericana de La cultura de la basura (1987) y que en Chile se editó por primera vez en el recopilatorio de 1991.

## Lista de canciones
| N.º | Título                       | Vocalista principal | Duración |  |
| 1.  | «El baile de los que sobran» | Jorge González      | 5:42     |  |
| 2.  | «Tren al sur»                | Jorge González      | 5:35     |  |
| 3.  | «Pa pa pa»                   | Jorge González      | 3:22     |  |
| 4.  | «¿Por qué no se van?»        | Jorge González      | 2:59     |  |
| 5.  | «Corazones rojos»            | Jorge González      | 3:31     |  |
| 6.  | «Que no destrocen tu vida»   | Jorge González      | 4:10     |  |
| 7.  | «De la cultura de la basura» | Jorge González      | 2:52     |  |
| 8.  | «Quieren dinero»             | Jorge González      | 5:13     |  |
| 9.  | «Amiga mía»                  | Jorge González      | 4:02     |  |
| 10. | «We are sudamerican rockers» | Jorge González      | 3:36     |  |
| 11. | «Muevan las industrias»      | Jorge González      | 6:22     |  |
| 12. | «Maldito sudaca»             | Jorge González      | 2:19     |  |
| 13. | «Estrechez de corazón»       | Jorge González      | 6:39     |  |

- Temas 1, 4, 8 y 11 de Pateando piedras (1986)
- Temas 3, 6, 7 y 12 de La cultura de la basura (1987)
- Tema 10 de La cultura de la basura (edición latinoamericana) (1988)
- Temas 2, 5, 9 y 13 de Corazones (1990)